# リターン・トゥ・アフリカ
「リターン・トゥ・アフリカ」（英語表記:Return To Africa）とは、1980年2月10日に発売されたゴダイゴ13枚目のシングル。

## タイアップ
「リターン・トゥ・アフリカ」は、朝日放送テレビのドキュメンタリー番組「アフリカの黒い太陽」（1980年3月25日放映。1980年2月16日の日食を取材した内容）のテーマ曲。この曲の2番（正確には1番のサビの最後の部分）以降からは全詞英語である。
「サイツ・アンド・サウンズ」は、TBSテレビの旅行番組「兼高かおる世界の旅」の20周年記念特別番組のテーマ。

## アートワーク
ジャケット・デザイン（デザイナー：森島紘、カメラマン：樋田達治）は、中央に大きく「AFRICA」の文字が左下から右上にかけ斜めに印字され、左上に「Return to」、右下に「リターン・トゥ・アフリカ　ゴダイゴ」と記載。その周りに、メンバー個別の写真、ゴダイゴのロゴ、アフリカの動物写真がすごろく状に並べられている。

## 収録曲
※全作詞：奈良橋陽子（英語詞）／山上路夫（日本語詞）※M-1／作曲：タケカワユキヒデ／編曲：ミッキー吉野
1. リターン・トゥ・アフリカ（RETURN TO AFRICA）-　4:16
2. サイツ・アンド・サウンズ（SIGHTS AND SOUNDS）-　3:45

## 収録アルバム
「リターン・トゥ・アフリカ」英語版「RETURN TO AFRICA」は後に、ゴダイゴ初のベスト・アルバム『GODIEGO HIT SPECIAL』、その後はシングル『ザ・サンライズ』に収録。

## カバー
他アーティストによるカバー（関連者によるセルフカバー含む）を記載。
特記事項のない限り、「リターン・トゥ・アフリカ(RETURN TO AFRICA)」のみカバーしたことを記載する。
- 1991年12月16日、BOUE（ミッキー吉野ソロ・ユニット）によって、『BOUE』収録曲としてカバー。
- 2005年4月20日、DUB SENSEMANIAによって、『DISAPPEARANCE』の収録曲としてカバー。